# Hội chợ Cận Đông

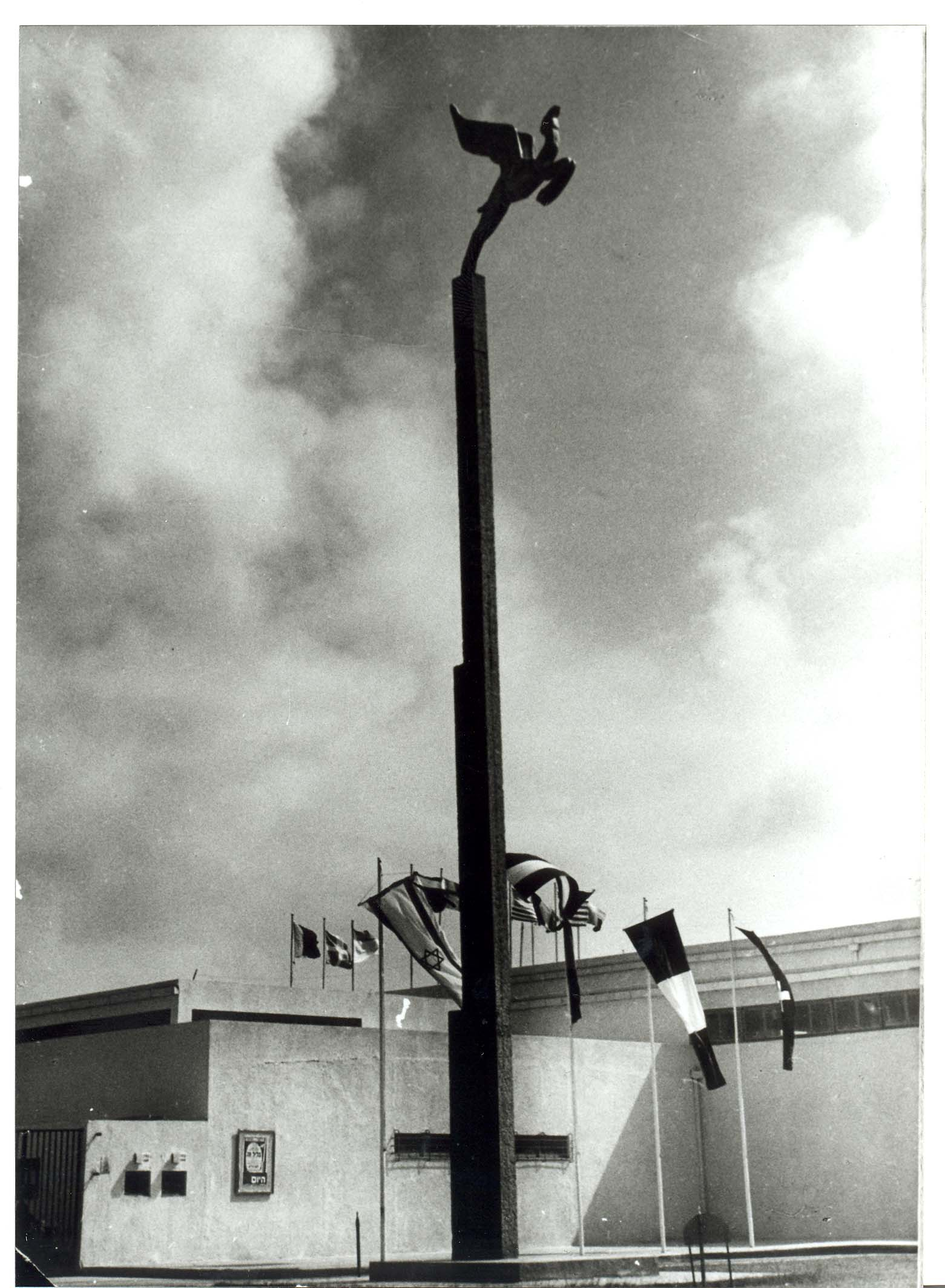
logo của hội chợ

Hội chợ Cận Đông (Levant Fair - יריד המזרח - Yarid HaMizrach) là một hội chợ thương mại quốc tế được tổ chức gần cảng Tel Aviv trong những năm 1920 và 1930. Nó cũng là biệt hiệu của trang web nơi hội chợ được tổ chức.

## Đài kỷ niệm

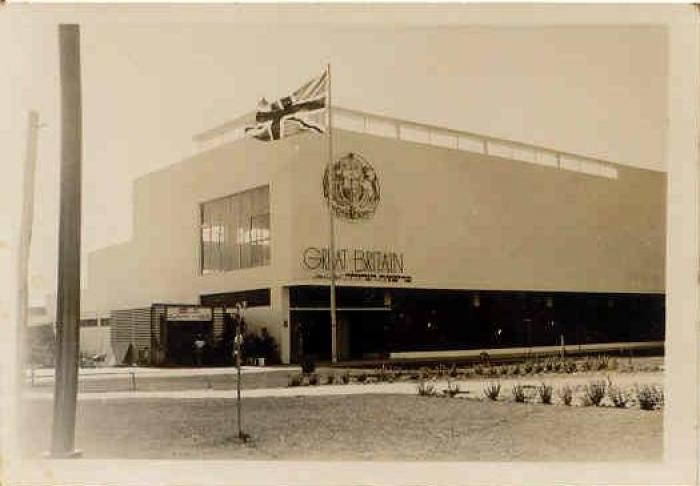
Gian hàng của Anh
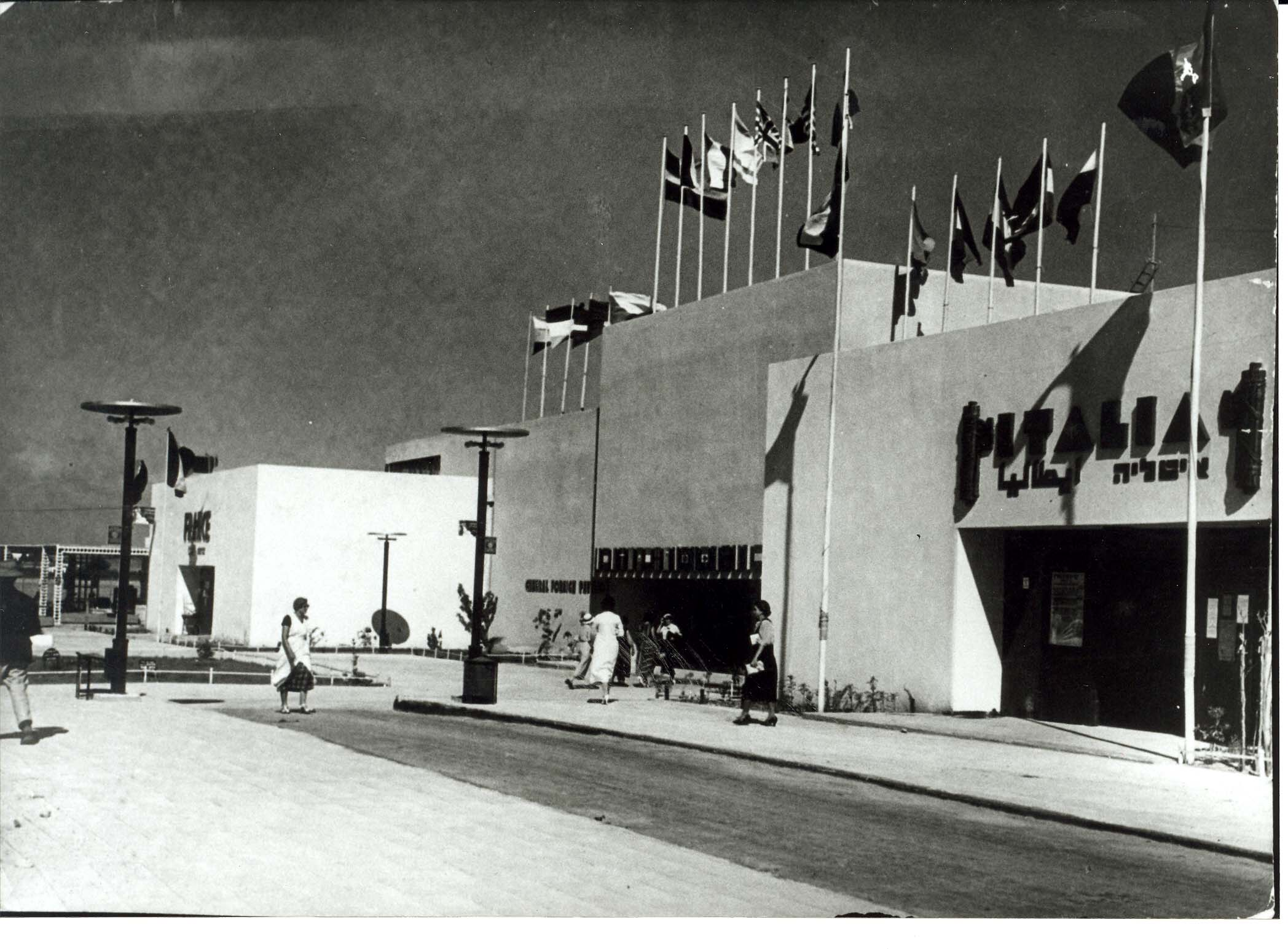
Gian hàng Ý
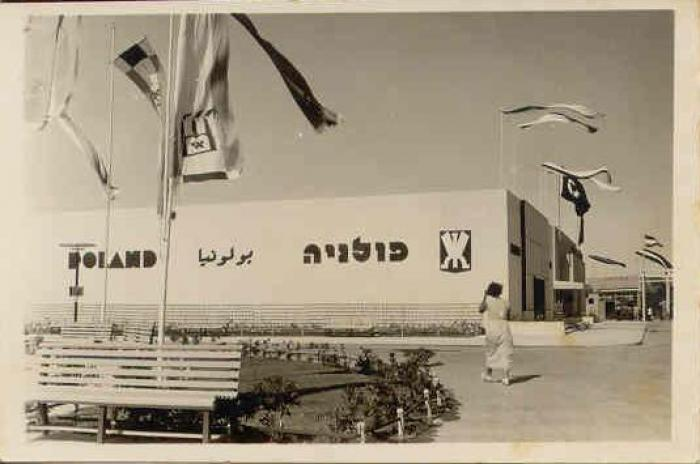
Gian hàng Ba Lan
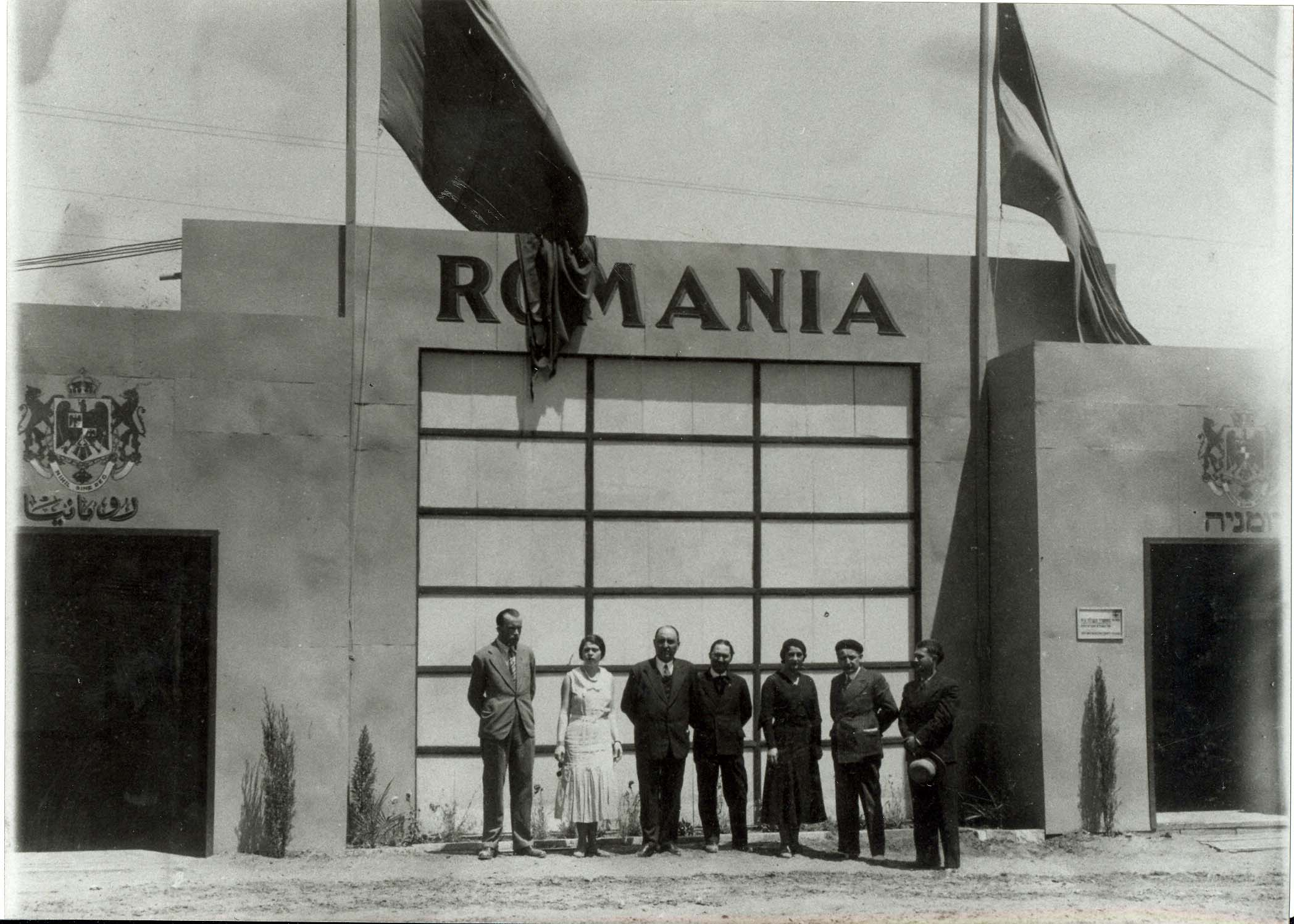
Gian hàng Rumani
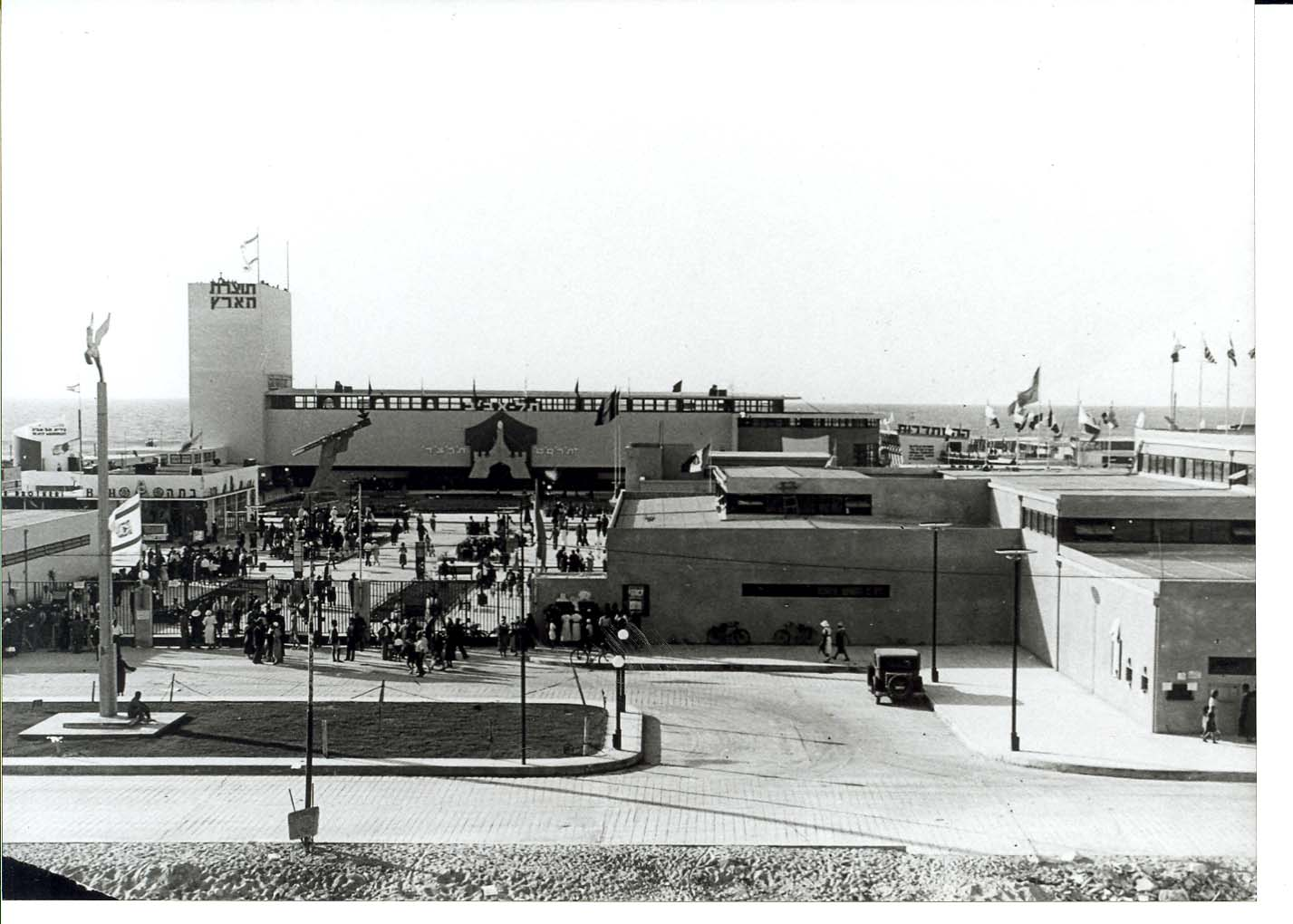
lối vào quảng trường
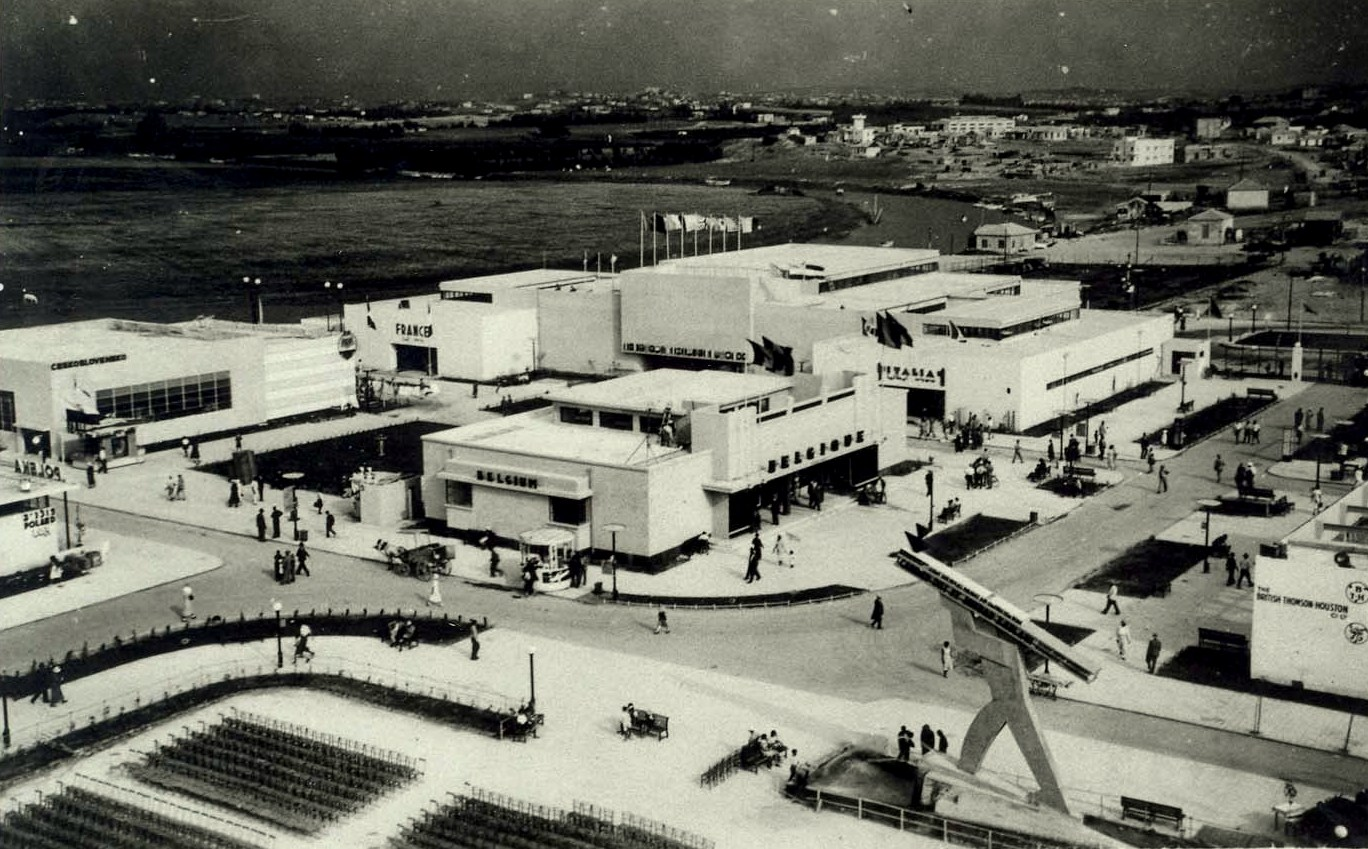
Aeriel xem trong những năm 1930. Lối vào khu phức hợp, ở phía sau - Pavilion của Ý với Pavilion Bungari